# عروس (فیلم ۱۹۸۵)
عروس (انگلیسی: The Bride) فیلمی در ژانر ترسناک و فانتزی است که در سال ۱۹۸۵ منتشر شد.

## بازیگران
- استینگ
- جنیفر بیلز
- کلنسی براون
- جرالدین پیج
- کری الویس
- تیموتی اسپال